# La donna misteriosa
La donna misteriosa (The Mysterious Lady) è un film del 1928 prodotto dalla MGM e diretto da Fred Niblo. La sceneggiatura si basa sul romanzo Der Krieg im Dunkel di Ludwig Wolf, pubblicato a Berlino nel 1915.
Ambientato all'epoca dell'Impero austro-ungarico, aveva come interpreti Greta Garbo (qui al suo sesto film per la MGM), Conrad Nagel e Gustav von Seyffertitz.

## Trama
A Vienna, agli inizi del XX secolo, un ufficiale dell'esercito austro-ungarico, il capitano Karl von Raden, conosce a teatro, in modo apparentemente fortuito, una stupenda e misteriosa giovane donna che accetta di farsi riaccompagnare a casa dall'uomo e lo invita a entrare. La donna, dopo qualche iniziale resistenza, accetta le avances di Karl, sedotto dalla bellezza e dai modi di lei. I due, travolti dalla passione. trascorrono poi un'idilliaca e romantica giornata insieme in campagna, durante la quale si dichiarano l'un l'altra il proprio amore. Congedatosi dalla donna, l'ufficiale giunge alla stazione perché gli è stato ordinato di recarsi a Berlino per consegnare dei documenti segreti. Ad attenderlo alla partenza c'è suo zio, il colonnello Eric von Raden, capo dei servizi segreti austriaci, che lo informa che la donna che egli ha incontrato è Tania Fedorova, una delle più abili spie russe, ricercata dalla polizia e a cui un traditore al ministero della guerra austriaco fa avere informazioni segrete. Gli raccomanda, inoltre, di portare a termine la sua importante missione. 
Una volta sul treno, Karl è sorpreso di incontrarvi Tania, sfuggita alla polizia austriaca, che gli professa ancora il suo amore, ma l'ufficiale le dice di essere a conoscenza che ella è una spia e che tutto quello che era "casualmente" accaduto, dall'incontro a teatro all'amore che la donna dice di volergli, era stato, in effetti, abilmente architettato ed egli era stato stupido a innamorarsi di lei. Tania ammette tutto, anche di essere una spia russa, ma gli dice pure che il suo amore per lui è vero. Karl non le crede e la donna lascia il suo scompartimento. Quando il treno si ferma, la mattina dopo, l'ufficiale si sveglia e scopre che i suoi documenti segreti sono stati rubati. Con un biglietto la donna gli fa sapere che era venuta da lui come una donna innamorata ma lo ha lasciato come una nemica, facendo comprendere che è stata lei a rubare i documenti. Per quanto accaduto, Karl viene processato dalla corte marziale che lo ritiene colpevole di tradimento per aver passato informazioni al nemico e, quindi, viene condannato a essere degradato e imprigionato.
Nel frattempo a Varsavia, il generale Boris Alexandroff, capo dell'intelligence russa e infatuato di Tania, si congratula con lei non solo per i preziosi documenti trafugati ma anche per aver fatto imprigionare von Raden. La donna gli confessa che non ama più il suo lavoro di spia ma apprende dal generale che l'alternativa è la morte. Intanto, Karl, in carcere, distrutto dal disonore e dall'umiliazione, riceve la visita del potente zio che gli offre il modo di dimostrare la sua innocenza: egli partirà per Varsavia, sotto le mentite spoglie di un pianista serbo, cercherà e troverà Tania e la costringerà a rivelare l'identità del traditore che agisce all'interno del Ministero della Guerra.
Giunto a Varsavia, Karl inizia a suonare il piano in un albergo elegante fin quando, dopo alcune sere, viene inviato a suonare in una saletta dove si sta svolgendo una festa privata ed è proprio lì che rivede Tania in compagnia del generale Alexandroff. La donna, però, non nota Karl ed egli, incautamente, suona una melodia dell'opera a cui avevano assistito insieme. Tania allora lo vede, lo riconosce ma non lo tradisce e anzi dice al sospettoso e geloso generale che adesso canterà per tutti. Karl, mentre la accompagna al piano è combattuto tra l'amore per lei e la missione che gli impone di farsi dire da lei il nome del contatto a Vienna. Al termine della canzone, Tania chiede al generale di portarla a ballare e va via con gli altri invitati ma prima di lasciare l'albergo trova il modo di incontrare Karl per qualche istante e dirgli che lo ama ancora. Sopraggiunge, però Alexandroff e la donna è abile a placarne i sospetti, almeno apparentemente, perché il militare, subodorando qualcosa, ordina a un ufficiale di sorvegliare quel pianista e di invitarlo a suonare al ballo che si terrà l'indomani nella sua magione per il compleanno di Tania. 
Durante la festa, il generale si apparta con Tania e gli chiede di cantare per lui e gli ospiti, accompagnata dal pianista della sera precedente. Proprio in quel momento sopraggiunge un ufficiale che consegna ad Alexandroff un plico contenente gli ultimi documenti segreti rubati dal traditore il cui nome, rivela il generale, è Max Heinrich. Il generale, poi, li conserva in un mobiletto, sotto gli occhi della donna. Poco dopo Tania, mentre canta per gli ospiti con Karl al piano, gli dà, di nascosto, un biglietto in cui gli dice di attenderla in anticamera e che vi sono dei sospetti su di lui. Poco dopo, Tania s'impadronisce dei documenti, li consegna a Karl, gli rivela il nome del traditore, e lo fa uscire attraverso un passaggio segreto. In tal modo gli dimostra, senza ombra di dubbio, di amarlo davvero. Karl si dilegua e subito dopo sopraggiunge Alexandroff che, verificata la sparizione dei documenti, svela a Tania che quelli rubati erano solo dei fogli in bianco mentre gli originali erano stati chiusi nella scrivania. 
Il generale dice alla donna che le aveva teso un trappola in cui lei è caduta e poi, informato che Karl è stato catturato, ordina di condurlo alla presenza sua e di Tania. L'intenzione del generale è quello di sparargli e la donna lo scongiura di non farlo, promettendogli di amarlo. Allora, mentre Alexandroff cerca di farla sua con la forza, Tania prende la pistola dell'uomo e gli spara, uccidendolo e recuperando i documenti originali. Quando le guardie portano il prigioniero, ella riesce a ingannarle fingendo abilmente che il generale sia ancora vivo e voglia vedere Karl da solo. Dopo di che i due amanti fuggono attraverso il passaggio segreto e, quindi, prima in auto e poi in treno raggiungono la frontiera austro-ungarica e la oltrepassano, finalmente in salvo e liberi di amarsi.

## Produzione
La lavorazione del film, prodotto dalla Metro-Goldwyn-Mayer (MGM), ebbe inizio il 9 maggio 1928.
Geraldine Dvorak, oltre ad apparire come comparsa, fece in alcune scene la controfigura di Greta Garbo.

## Distribuzione
Il copyright del film, richiesto dalla Metro-Goldwyn-Mayer Distributing Corp., fu registrato l'11 agosto 1928 con il numero LP25530.
La Metro-Goldwyn-Mayer (MGM) distribuì il film in tutto il mondo: negli Stati Uniti, uscì in sala il 4 agosto 1928; in Finlandia il 15 aprile 1929; in Germania il 25 aprile 1929; in Portogallo il 15 ottobre 1929.
In Italia ottenne il visto di censura 24851 nel 1929.
Il film è stato pubblicato in DVD il 6 settembre 2006 dalla Warner Home Video in un'antologia dedicata a Greta Garbo (The Garbo Silents Collection) della durata complessiva di 307 minuti.

### Conservazione
Copie complete della pellicola sono conservate negli archivi della Cinémathèque Royale di Bruxelles, della Filmoteka Narodowa di Varsavia, del George Eastman House di Rochester, del Cinemateket-Svenska Filminstitutet di Stoccolma.
Nel 1988, il film venne rieditato e distribuito nella Germania Federale il 25 marzo. La versione restaurata fu fatta uscire negli Stati Uniti il 5 giugno 2002 e in Grecia la pellicola venne presentata al Festival del cinema muto il 12 ottobre 2010.